# Chauvé
Chauvé est une commune de l'Ouest de la France, située dans le département de la Loire-Atlantique, en région Pays de la Loire.
Peuplée dès la Préhistoire comme en témoignent les nombreux menhirs qui s'y trouvent, Chauvé est située à l'ouest de la Loire-Atlantique, à quelques kilomètres de la côte. La commune fait partie de la Bretagne historique, dans le pays traditionnel du pays de Retz et dans le pays historique du Pays nantais.

## Géographie

### Localisation
Chauvé se situe à 33 km au sud de Saint-Nazaire et 42 km à l'ouest de Nantes.
|        | Saint-Père-en-Retz    | Saint-Viaud     |
| Pornic | Chauvé                | Chaumes-en-Retz |
|        | Canal de Haute Perche |                 |

### Topographie, géologie, relief et sismicité
Le territoire de la commune est relativement plat, le système de ruisseaux de plaine s'écoulant au fond de légers vallonnements. Le sol décline globalement vers le sud-est. Le sous-sol est composé de sable argilo ferrière et d'argile sablonneuse, vers Arthon le micaschiste affleure, et du stéaschiste quartzeux apparaît. Le sous-sol recèle du gneiss et de l'amphibolite qui sont extraits d'une carrière à ciel ouvert sur la commune.
Bien que située en limite du massif armoricain réputé source de mouvements sismiques, Chauvé n'est pas répertoriée dans une zone dangereuse. La commune est dans une « zone de sismicité modérée (niveau 2) », le risque sismique y est qualifié de « négligeable, mais non nulle ».

### Climat
Pour des articles plus généraux, voir Climat des Pays de la Loire et Climat de la Loire-Atlantique.
En 2010, le climat de la commune est de type climat océanique franc, selon une étude du CNRS s'appuyant sur une série de données couvrant la période 1971-2000. En 2020, Météo-France publie une typologie des climats de la France métropolitaine dans laquelle la commune est exposée à un climat océanique et est dans la région climatique  Bretagne orientale et méridionale, Pays nantais, Vendée, caractérisée par une faible pluviométrie en été et une bonne insolation. 
Pour la période 1971-2000, la température annuelle moyenne est de 12,2 °C, avec une amplitude thermique annuelle de 12,9 °C. Le cumul annuel moyen de précipitations est de 780 mm, avec 12,9 jours de précipitations en janvier et 6,2 jours en juillet. Pour la période 1991-2020, la température moyenne annuelle observée sur la station météorologique de Météo-France la plus proche, « Saint-Même-le-Tenu », sur la commune de Machecoul-Saint-Même à 21 km à vol d'oiseau, est de 12,7 °C et le cumul annuel moyen de précipitations est de 866,4 mm,. Pour l'avenir, les paramètres climatiques de la commune estimés pour 2050 selon différents scénarios d'émission de gaz à effet de serre sont consultables sur un site dédié publié par Météo-France en novembre 2022.

### Hydrographie

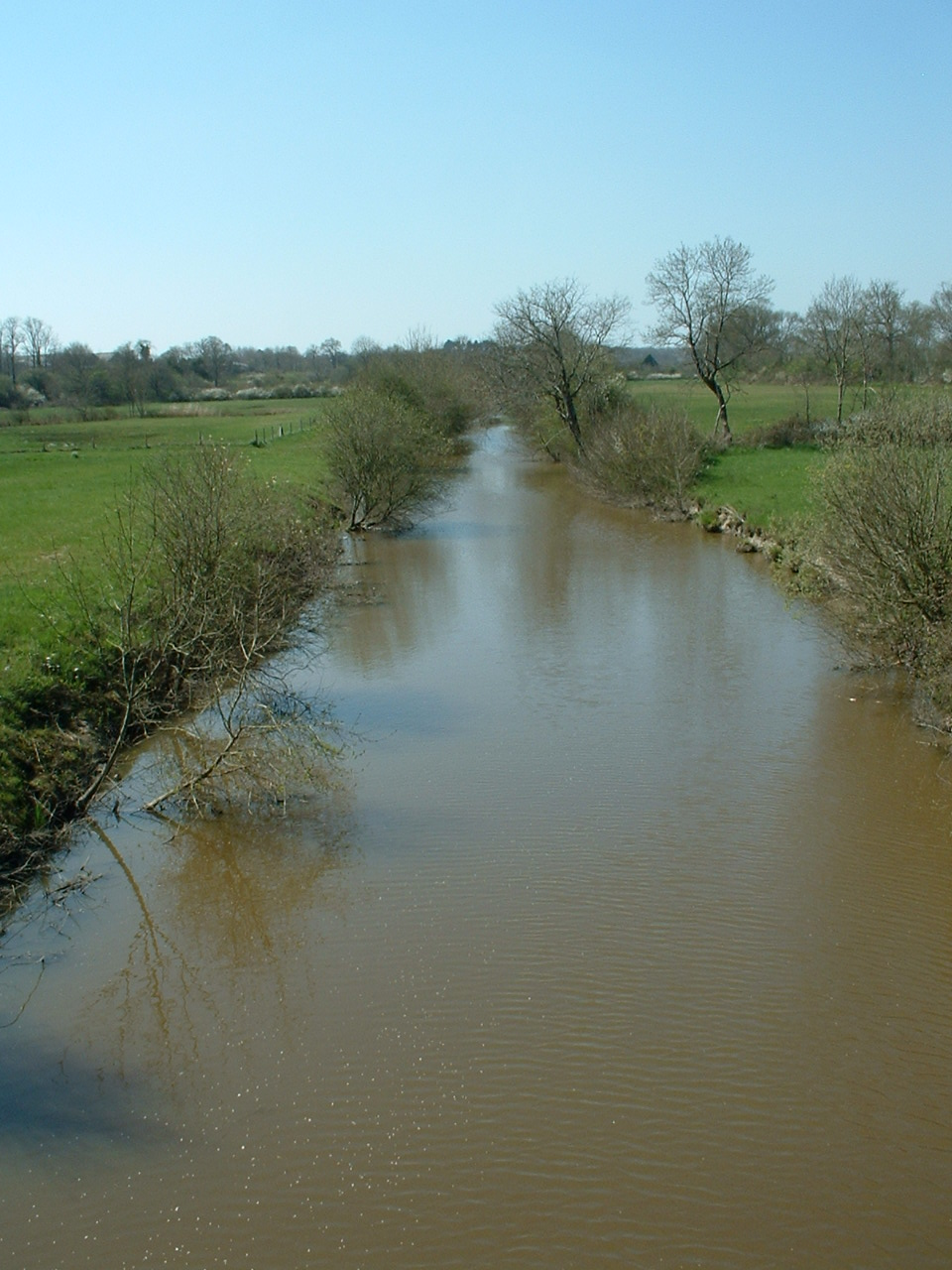
Le canal de Haute-Perche au niveau du pont du Clion.

Le sud de la commune est bordé par le canal (ou étier) de Haute-Perche qui était destiné à doubler l'estuaire de la Loire. En 1786, le marquis Alexandre de Brie-Serrant, dernier seigneur de Retz, préfigure le projet dont le but est de relier Pornic à l'Acheneau, rivière du pays de Retz se jetant dans la Loire. Le projet est resté inachevé. Le canal est qualifié de « rivière vaguement aménagée » qui s'écoule depuis la Haute-Perche à 2 m d'altitude vers Pornic au niveau de la mer. Il mesure 12 km, son gabarit est de 14,70 m sur 4,80 m, pour un mouillage variant de 0,50 à 1,15 m et une hauteur libre de 3 m. Il se confond avec la rivière de la Haute-Perche et ne compte aucune voie d'eau adjacente. Son seul ouvrage remarquable est l'écluse de Pornic, une des plus petites de France, construite en 1855 et aujourd'hui hors d'usage. Le canal de Haute-Perche n'est plus recensé comme « voie navigable ou flottable » (radiation) depuis le 12 décembre 1926 et n'est donc plus géré par l'administration des transports mais par celle de l'environnement.

### Voies de communications et transports

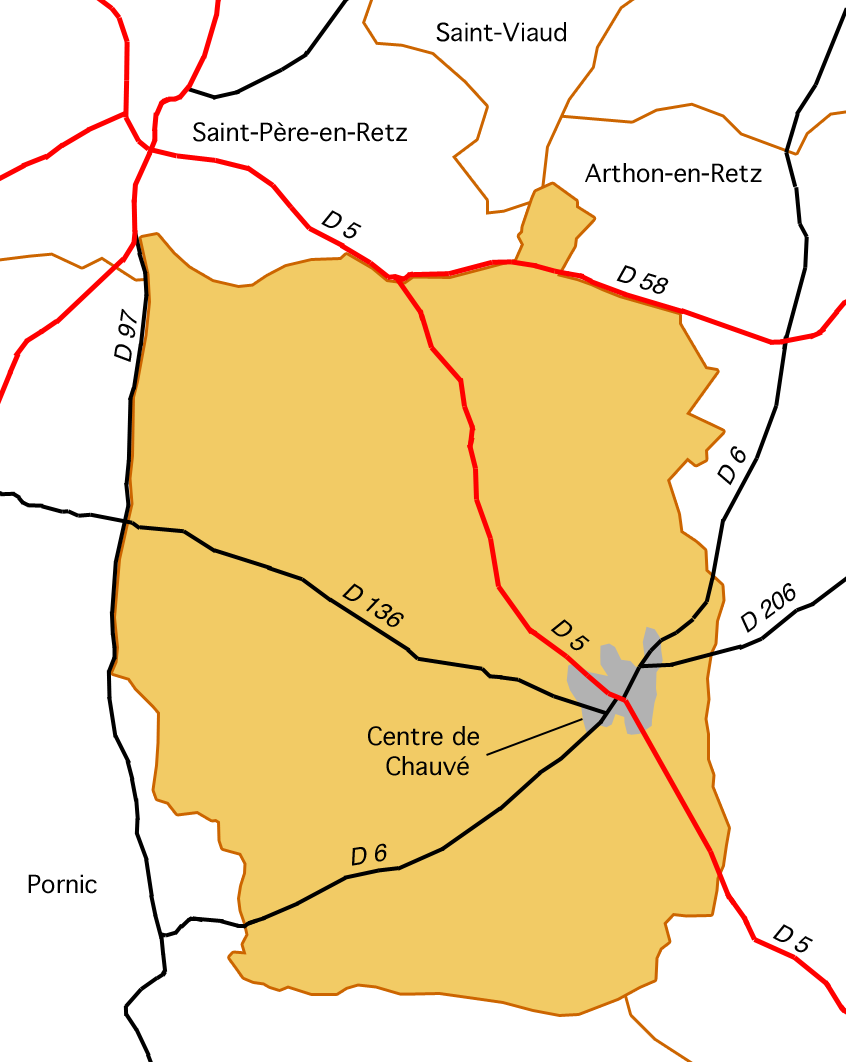
Réseau routier de Chauvé.

Au nord, la commune est bordée par la RD 58 qui relie Nantes à Saint-Brevin-les-Pins. À l'ouest, c'est la RD 97 qui fait la liaison Saint-Père-en-Retz - Pornic en longeant la délimitation avec Pornic. Chauvé est traversée par la RD 5 (Saint-Père-en-Retz - Arthon-en-Retz) et la RD 6 (Frossay - Pornic). Enfin, la RD 136 mène à Saint-Michel-chef-chef et la RD 206 conduit à Vue.
Chauvé est desservie par la ligne 303 du réseau Aléop. Cette ligne dessert Arthon-en-Retz, Chéméré, Port-Saint-Père, Saint-Léger-les-Vignes et Nantes. Dix départs sont prévus chaque jour en période scolaire.
Le transport scolaire de tout le pays de Retz était pris en charge par le SITS Sud Loire océan (syndicat intercommunal des transports scolaires) dont le siège était à Bourgneuf-en-Retz, et qui a été dissout en 2012. Depuis, le transport scolaire est une mission du pays de Retz Atlantique. Il est sous tutelle du conseil départemental de la Loire-Atlantique

## Urbanisme

### Typologie
Au 1er janvier 2024, Chauvé est catégorisée bourg rural, selon la nouvelle grille communale de densité à sept niveaux définie par l'Insee en 2022.
Elle est située hors unité urbaine. Par ailleurs la commune fait partie de l'aire d'attraction de Pornic, dont elle est une commune de la couronne,. Cette aire, qui regroupe 7 communes, est catégorisée dans les aires de moins de 50 000 habitants,.

## Urbanisme et toponymie

### Morphologie urbaine
Commune rurale à forte activité agricole, Chauvé se présente sous la forme d'un bourg central et d'une multitude de hameaux, créés au fil du temps en fonction de l'activité économique. Si dans le bourg on trouve quelques appartements (14 sur toute la commune en 2006), la très grande majorité (97,4 % en 2006) des logements sont des maisons. Alors qu'en 1999 82,2 % des habitations étaient des résidences principales, ce taux est aujourd'hui de 86,1 %. Durant la même période, le nombre de logements vacants a baissé d'une unité, les 31 recensés aujourd'hui dans ce cas représentent 3,2 % du total (en baisse de 1,1 points), tandis que la proportion de résidences secondaires baisse également, leur part passe de 13,5 % à 10,7 %, leur nombre atteignant 104 en 2006. Le nombre de pièces moyen par résidence principale est stable, avec 4,5 pièces pour les maisons et 2,9 pièces pour les appartements. Sur les 740 résidences principales construites avant 2004, 240 (32,5 %) l'ont été avant 1949, 87 (11,7 %) entre 1949 et 1974, 211 (28,6 %) entre 1975 et 1989, et enfin 202 (27,2 %) entre 1990 et 2003.

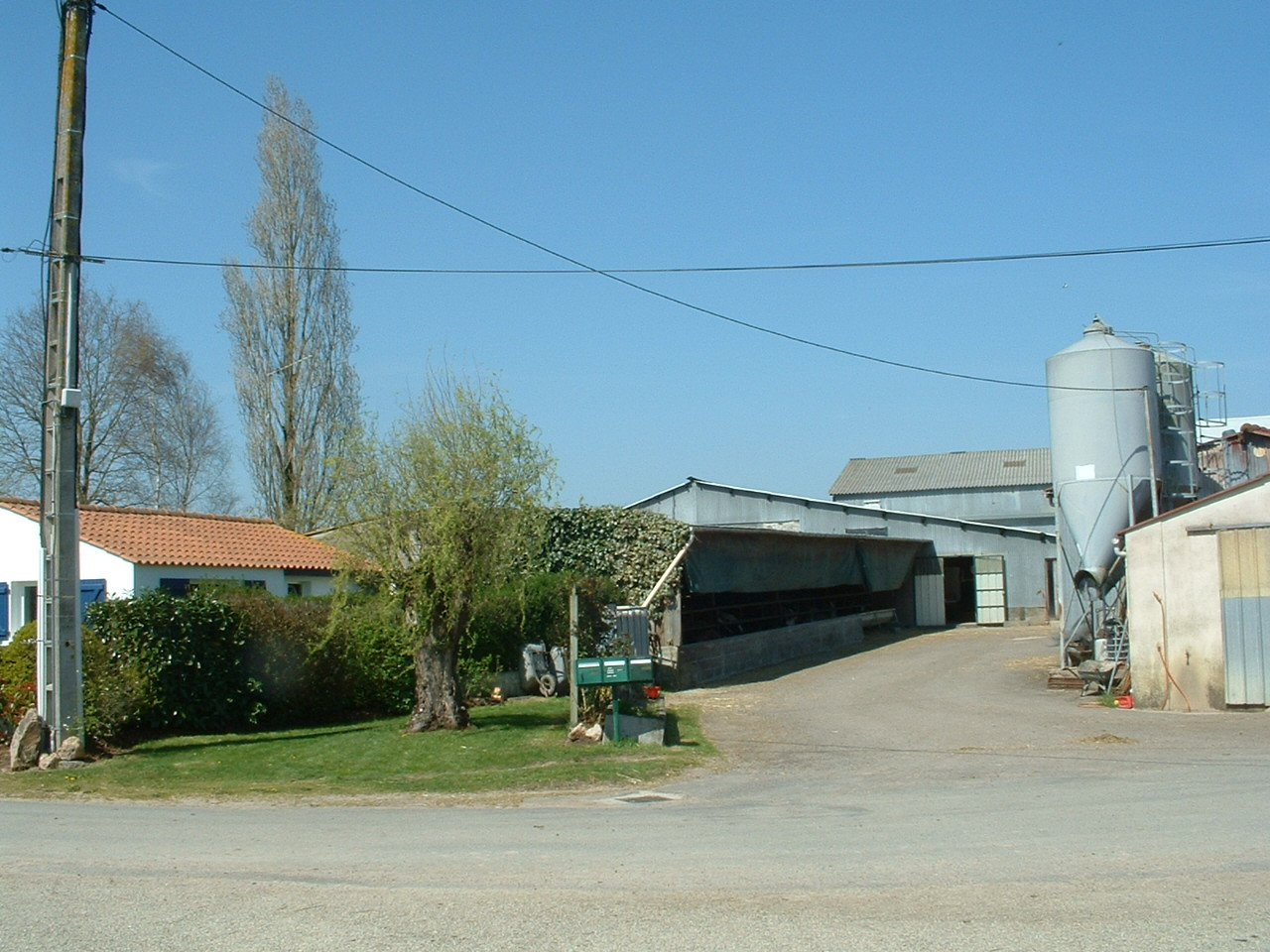
Habitat près d'un corps de ferme (hameau).
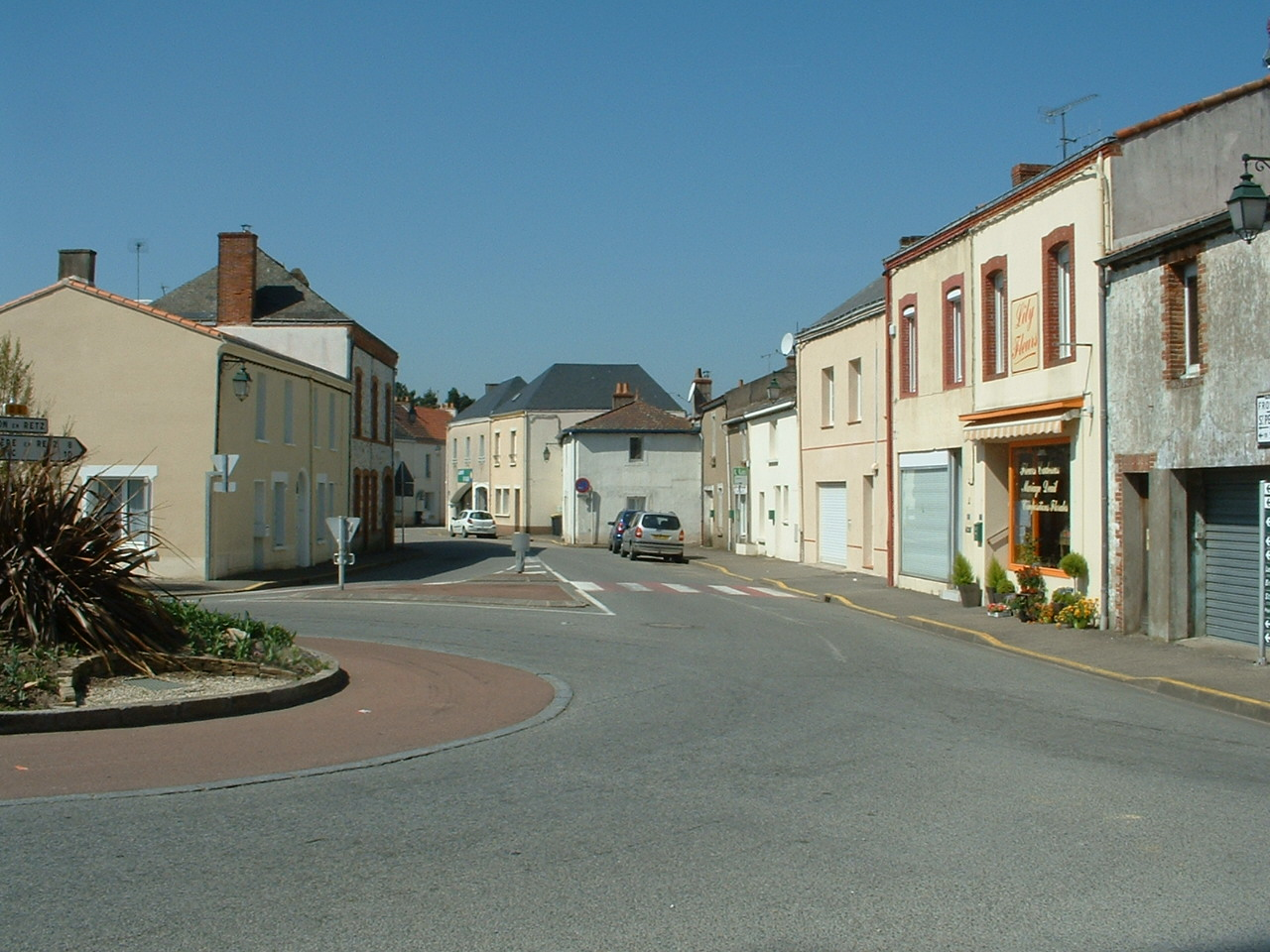
Habitat du bourg.
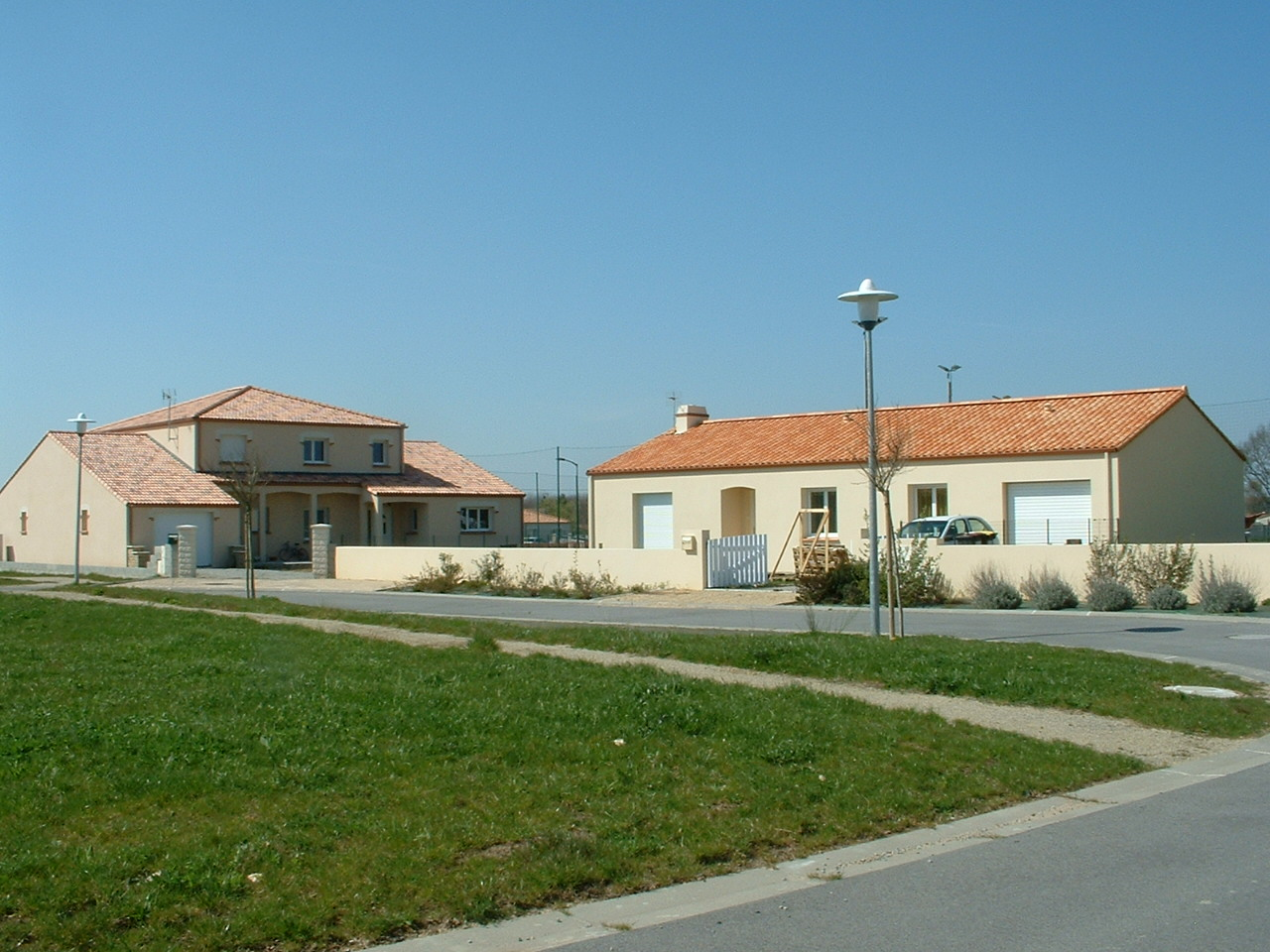
Habitat récent : lotissement.

La Zone d'aménagement concerté (ZAC) des Essarts se trouve à l'arrière du centre bourg. Une fois réalisée en totalité, elle comprendra 100 habitations. Au 1er trimestre 2010, 51 logements (répartis en deux tranches de 21 puis 30 lots) sont construits au terme de deux ans de commercialisation effectuée par SELA, mandatée par la Mairie. Au 15 avril 2010, aucune date n'est établie pour le lancement de la troisième tranche.

### Hameaux et lieux-dits
Seule partie de la commune au nord de la RD 58, on trouve l'Épinerie. Non loin de là au bord de la départementale en allant vers Nantes apparaît La Lande des vents.
Dans la zone où des mégalithes sont visibles, outre la Crotrie et la Pierre-Le-Matz on trouve les hameaux et lieux-dits la Haute Massérie, la Vallée, l'Aiguillon, la Marlomière, la Tendonnerie, la Pauvredrie et la Caillerie.
Au nord-est de la commune, autour du château de Terreneuve on recense Le Chêne Fougeray, la Petite Housserie, la Grande Housserie, l'Auvière, le Petit Bois Joli, le Grand Bois Joli, le Moulin du Bois Joli, la Poterie, la Feuilletrie, la Petite Massérie. Plus au sud, au nord du bourg, sont situés le Retail, la Bonnelais, la Rivière Mulon, les Vergers, la Croix Blanche, le Pin, l'Épinette, l'Augotière.
À l'ouest, autour de la RD 136, on accède à la Cornière, la Villorcière, la Redunière, la Grange, la Motte, Beau Séjour, la Giraudière, la Route de la Rousselais, la Rousselais, la Ricotière, la Petite Routière, la Grande Routière, la Bienvenue, la Joussetière, le Pas Bosseau, les Ardilettes, la Noultrie. À l'ouest du bourg figurent les Rondrais, Beau Soleil, la Paroissière, la Noëlle, la Basse Brenière, la Haute Brenière, Retord, la Boissonnière, la Maraitière, le Puits des Bois, la Rigaudière, la Boisclair, la Grande Villière, la Petite Villière, la Ville Hubert, Bel Air.
Au sud-ouest, autour de la zone occupée par la carrière, on trouve le Coin des Haies, la Haute Gautrais, la Basse Gautrais, les Chatelliers, Villeneuve, la Robinière, la Gilardière, la Grande Aurière, la Petite Aurière, la basse Ennerie, la Haute Ennerie, la Cristie, la Michelais des Marais, le Moulin de la Rigaudière, le Pas.
Au sud-est du bourg on découvre la lande Mulon, le moulin de Haute-Perche, le Temps Perdu, la haute Chantrie, la Basse Chantrie, le Épinettes et le Prieuré.
Enfin, le long du canal de Haute-Perche, d'est en ouest on relève les noms des lieux-dits le Marais-Héry, la Landrie, la Baconnière, la Tyfonnière, la Forestrie, la Limbrière et enfin la Guichardière.

## Toponymie
Le nom de la localité est attesté anciennement : une pièce de monnaie mérovingienne retrouvée au XIXe siècle porte la mention Cavidius. Un texte datant de 1100 mentionne Chialvahe, un autre de 1104 désigne le [presbyter] de Calval ou de Calvac, Chauvay en 1287. Le nom est attesté sous la forme Chauval en 1406, Chauvoie en 1409 et Chauvaye en 1410, Chauve en 1815.
Chauvé se situe dans la zone de transition linguistique entre le gallo et le poitevin. En gallo le nom peut s'écrire Chovai selon l'écriture ABCD; Chauvàè selon l'écriture ELG ou Chôvaï selon l'écriture MOGA. En gallo comme en poitevin, le nom de la commune se prononce [ ʃo.vaj],. Le nom a été traduit Kalveg en breton à la fin du XXe siècle.
Albert Dauzat et Charles Rostaing expliquent ce toponyme par la formation gallo-romane *CALVACU, sur la base d'un anthroponyme gallo-roman Calvus « le chauve » cf. les noms de famille du type Chauvin, Cauvin, etc., il est suivi du suffixe -ACU (Dauzat note -acum).

Durant la Révolution, la commune porte le nom de Haxo-les-Landes.
Ses habitants sont appelés les Chauvéens et les habitantes, les Chauvéennes ou Chauvaignes.

## Histoire
La présence de mégalithes sur la commune atteste la présence humaine au Néolithique. Par la suite, le manque de vestiges et de traces d'activités humaines ne laisse aucune indication sur la présence d'habitat sur une région très boisée. C'est lors de la période de défrichement du Moyen Âge que Chauvé entre dans l'Histoire. Marquée par la Guerre de Vendée, la commune rurale est de nouveau frappée lors des combats de 1944-1945.

### Moyen Âge
Après l'expulsion des Vikings, Alain Barbetorte et ses successeurs, des chefs bretons et d'anciens administrateurs carolingiens d'origine franque font construire des enceintes fortifiées, en général près des cours d'eau. En 960 il faut encore se protéger des raids danois. À chaque libération de territoire, le seigneur en garde une partie  et distribue le reste à des colons, anciens serfs qui sont soumis à redevance, le chevage. Ainsi se crée un réseau de dépendances. Un des tout premiers seigneurs de Castrum-Migronis s'appelle Fredur, et possède entre autres le Pago Chialvahé. Le fils de Fredur, Droaloi, vicomte du Migron également, se lie avec le père abbé de Saint-Sauveur de Redon. Cet abbé a fait venir des moines à Frossay (don du prieuré de Sainte-Marie). La paix revenue, la hiérarchie de l'Église s'attache à faire reprendre par des religieux le contrôle des lieux de culte tenus par des laïcs. Il est possible que Rivallon, prêtre et propriétaire des églises de Frossay, Chauvé et Arthon soit le fils de Droaloi. Lui-même a un fils, Urvoy (latinisé en Hurvodius).
Pour contrecarrer les velléités de l'Évêché, Urvoy se fait moine sur la fin de sa vie et donc fait don de ses biens à la communauté des moines de Saint-Sauveur : à Frossay son « avoir Manuel », son pouvoir concernant l'église et toutes ses futures acquisitions ; à Chauvé l'église, les vignes, des terrains, un bois et un moulin ; à Arthon deux églises une terre, des vergers. Le document précisant le don est signé en 1100. Fredorius tente de contester le don mais il doit s'incliner.
L'évêque doit intervenir pour arbitrer quand Fredorius remet en cause la validité de l'acte. Ogée précise qu'en juillet 1104, Benoît, évêque de Nantes, confirme que les moines de Saint-Sauveur de Redon possèdent l'église de Chauvé. Cette confirmation s'est faite dans le cloître des religieuses de Sainte-Marie de Prigny en présence de Justin, abbé du monastère de Redon et de Mathias second, comte de Nantes. En 1113, Hurvodius confirme son don par testament. Au début du XIIe siècle, Chauvé n'est pas un plebs, une paroisse.
Ce n'est qu'au XIIIe ou XIVe siècle que le prieuré Saint-Germain de Chauvé devient paroisse sous l'action du seigneur de Bois-joly. Le patron de la paroisse est saint Martin de Tours. Le défrichement progressif des terres se fait de manière concentrique à partir de l'église qui se dresse au milieu du cimetière. Le joyau du legs d'Hirvodius est le moulin à eau (invention apparue entre 940 et 970) destiné à moudre le blé, dont les vestiges ont été identifiés dans les années 1980 à l'actuel emplacement dénommé le Moulinet près de la Rivière Mulon, qui doivent leur nom au moulin en question.
Parmi les droits dus aux seigneurs au Moyen Âge, il en est un plutôt étrange que les Chauvéens devaient acquitter. À Noël, ils devaient fournir au seigneur de Pornic une charrette, tirée par deux bœufs, portant une bécasse et une flûte à cinq trous « sans compter celui par où l'on siffle ». Parmi les vestiges des activités humaines au Moyen Âge à Chauvé, on relève la présence de laitier aux Platennes, signe de la présence d'une forge. De même, à La Poterie on trouve de grandes quantités de tessons (rejets de cuisson excessive).
Le démembrement de la vicomté du Migron entraîne l'apparition de la seigneurie du Bois-Joly et la seigneurie de la Rigaudière.

### Période moderne
À la fin du XVIIIe siècle Chauvé se trouve dans un relatif isolement. La « Forest de Princez » est très importante, les marais de Haute-Perche et de la Michelais sont inondés à la mauvaise saison. La paroisse compte à cette époque trois cents feux. La population, principalement paysanne, est insatisfaite. La milice notamment est mal vue. En 1726, cette garde territoriale est devenue permanente, tout homme de 16 à 60 ans peut y être enrôlé. Le mode de recrutement change en 1756, les recrues sont tirées au sort pour être incorporées dans des compagnies de garde-côtes, puis à partir de 1778 dans des compagnies de canonniers. La population de Chauvé a la réputation d'être réfractaire à ces levées. Les années 1780 sont mauvaises pour les récoltes, on craint la disette. Le mouvement politique aspirant au changement en 1789 est au départ souhaité par bien des Chauvéens, à l'image du curé de la paroisse qui dans son registre anticipe par impatience de plusieurs jours la réunion des États généraux, qui ont lieu le 5 mai 1789. En 1790, les citoyens actifs de Chauvé prennent part à la désignation des dix électeurs représentant le canton de Frossay pour les élections primaires du département de la Loire-Inférieure.
Mais la Constitution civile du clergé, l'arrestation de l'abbé en place, l'inventaire des biens de la cure et la levée de soldats pour défendre la République poussent la population à la révolte. La nuit du 9 au 10 mars 1793, Chauvé est la première commune du district de Paimbœuf à se soulever lors des premières émeutes qui marquent le début de la guerre de Vendée. Dès le 10 mars les insurgés, une fois les gardes nationaux désarmés, sont maîtres du bourg. Rejoignant les insurgés des communes voisines, ils participent à la prise de Vue, où ils imposent au propriétaire de la Blanchardière de prendre leur commandement. Ces groupes font dès lors partie des troupes du royaliste de la Cathelinière. La Convention envoie des troupes à Paimbœuf et Machecoul.
Chauvé est brûlée, les combats sont très durs, les vieillards, les femmes et les enfants ne sont pas épargnés. Après une accalmie, la guerre reprend et touche la commune en 1795. Les Chauvéens en rébellion finissent par se rendre. Selon J.-P. Vallée, la population de Chauvé aurait diminué de 37 % sur la période, passant de 1 600 à 1 000 habitants.
La paix revenue, Chauvé reprend son activité. Seules les deux briqueteries apparues au XIXe siècle tranchent avec l'activité rurale historique de la commune. L'actuelle église Saint-Martin est inaugurée en 1850.

### Période contemporaine
Lors de la Seconde Guerre mondiale, les troupes allemandes résistent dans la poche de Saint-Nazaire et Chauvé est le théâtre de combats où les FFI se distinguent. Le clocher de l'église servant de tour de guet est détruit par un obus allemand le 13 janvier 1945. Des projectiles atteignent de nouveau l'édifice le 23 mars et le 12 avril de la même année. La reconstruction du bâtiment s'achève le 18 février 1950. Après une période marquée par l'exode rural (voir Démographie), Chauvé connait un rapide essor quelques années après avoir conclu un jumelage (voir Jumelages) avec la ville irlandaise de Killala, en mémoire du général républicain Humbert mandaté par le Directoire en 1798.

## Politique et administration

### Circonscriptions administratives
Au sein de la région des Pays de la Loire, Chauvé est dans le département de la Loire-Atlantique, arrondissement de Saint-Nazaire, canton de Pornic. Concernant les élections législatives, la commune est incluse dans la 9e circonscription de la Loire-Atlantique.

### Tendances politiques et résultats
Les électeurs chauvéens votent majoritairement à droite, mais n'hésitent pas à voter pour un candidat de gauche comme pour les cantonales en 2008, ainsi que le laissent apparaître les résultats des consultations électorales depuis 2005.
Le référendum de 2005 appelle à se prononcer par oui ou par non sur la question : « Approuvez-vous le projet de loi qui autorise la ratification du traité établissant une Constitution pour l'Europe ? ». À Chauvé le non comptabilise 54,67 % des voix très légèrement supérieur au résultat national, les Chauvéens ayant un peu plus voté que l'ensemble des Français, avec 26,49 % contre 30,63 % pour la France entière.
Le décompte des votes du 1er tour de l'élection présidentielle 2007 a révélé à Chauvé un taux d'abstention de 12,28 %, inférieur au taux national. Les électeurs chauvéens ont principalement voté pour N. Sarkozy 32,90 % devant S. Royal 18,89 % avec le même nombre de voix pour F. Bayrou 18,89 %, puis J.-M. Le Pen 11,51 %, P. de Villiers 6,16 % et O. Besancenot 4,13 %. Mme Royal obtient 7 % de moins qu'au niveau national. Cette tendance se confirme au second tour, car pour une abstention équivalente à celle du pays entier, Chauvé vote très majoritairement pour M. Sarkozy (61,16 %), nettement devant Mme Royal (38,84 %), choix plus accentué que celui de l'ensemble du pays (respectivement 53,06 % et 46,94 %).

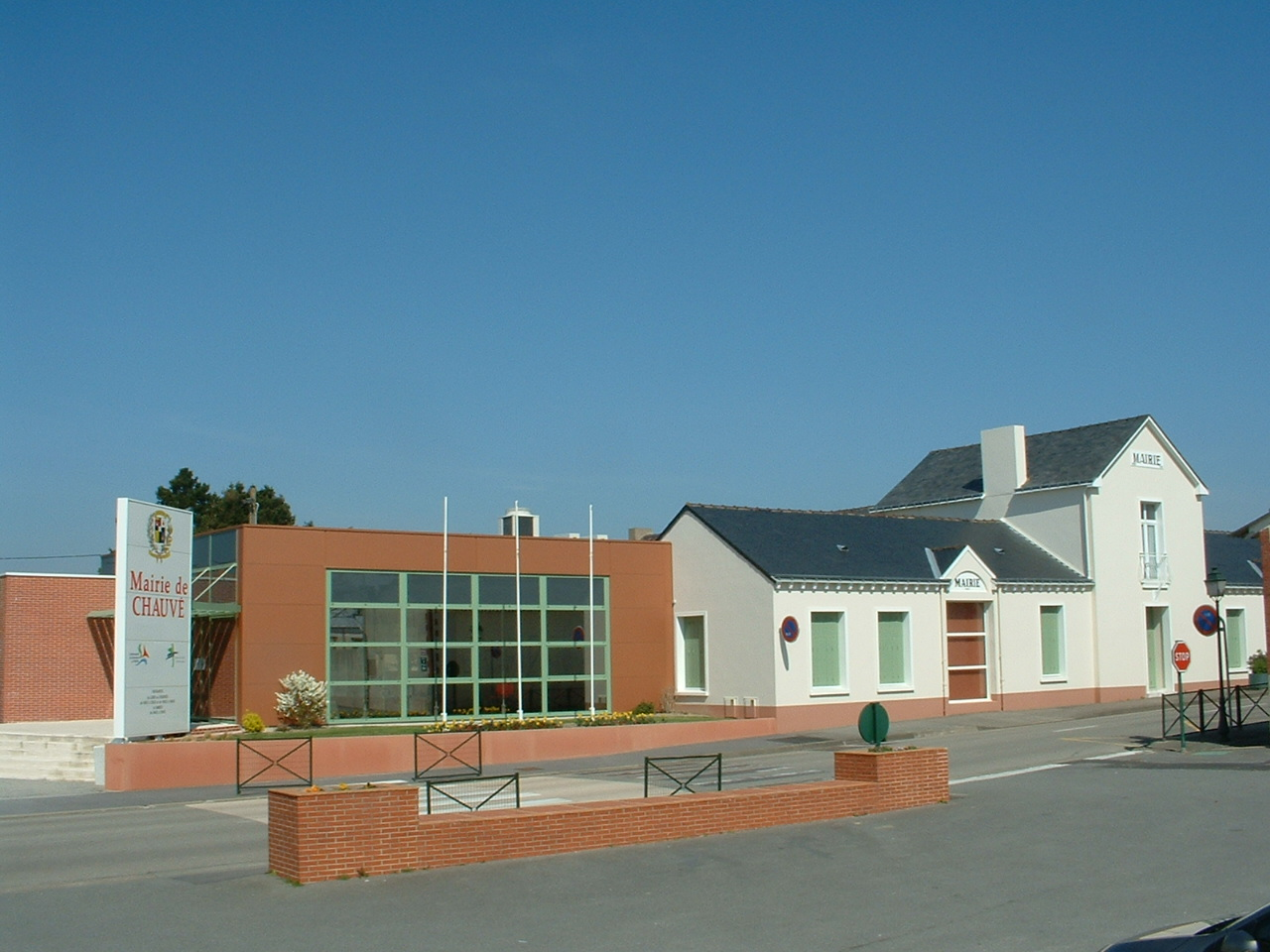
Mairie.

Le député de Chauvé est M. P. Boënnec (UMP) qui, lors des Élections législatives de 2007, arrive nettement en tête des votes chauvéens devant son opposante Mme M. Rabin (PS) avec 42,90 % contre 18,84 % au premier tour et 58,17 % contre 41,83 % au second tour. L'abstention a été respectivement de 37,72 % et 42,11 %. Au premier tour, seuls deux autres candidats dépassent les 5 % : M. B. Revel (Divers droite) 9,47 % et M. Alain Guillon (UDF-Modem) 8,02 %.
Lors des Cantonales 2008 les habitants de la commune de Chauvé ont choisi majoritairement une candidate de gauche, Mme C. Leduc-Bouchaud (Divers gauche) obtient 46,70 % des voix (suivent principalement M. P. Olivier (UMP, 20,80 %), M. R. Hamon (Divers droite, 16,60 %) et Mme M.-J. Bazin (Les Verts, 9,40 %).
Pour les Européennes 2009, on décompte à Chauvé moins d'abstention que pour la France entière (58,82 % contre 59,37 %). Les listes ayant recueilli le plus grand nombre de suffrages sont : C. Béchu (Maj Prés., 28,88 %), P. de Villiers (Divers droite) 22,06 %, Y. Jadot (Verts, 15,53 %), S. Goulard (Modem, 9,72 %), B. Vergnaud (PS, 9,58 %), les autres listes recueillant chacune moins de 4 % des voix.
M. C. Béchu (Maj. prés.) obtient 35,25 % des voix au premier tour des Régionales 2010, devant M. J. Auxiette (La Gauche en action), président de région sortant avec 25,72 %, Mme P. Magnen (Europe Écologie, 14,49 %), Mme Brigitte Neveux (FN, 11,88 %), Mme P. Gallerneau (Modem, 6,01 %) et trois autres listes sous la barre des 5 %. Au second tour, la liste de M. Béchu a recueilli 52,77 % des voix, contre 47,23 % à la liste de M. Auxiette.

### Intercommunalités
La Communauté de communes de Pornic existe depuis le 1er janvier 2002 et regroupe huit communes : Arthon-en-Retz, Chauvé, La Bernerie-en-Retz, Les Moutiers-en-Retz, La Plaine-sur-Mer, Pornic, Préfailles et Saint-Michel-Chef-Chef. Au conseil communautaire, Chauvé dispose de trois sièges. Trois titulaires et deux suppléants sont désignés parmi les membres du conseil municipal pour remplir cette mission. En 2010, le maire de Chauvé est vice-président du conseil communautaire de Pornic.

### Jumelages
Chauvé est jumelée avec :
- Killala (Irlande) depuis 1998[50],[51].

Ce jumelage a été célébré à l'occasion du bicentenaire du débarquement du général français Humbert sur la plage de Kilcummin lors de l'Expédition d'Irlande organisée en 1798 pour soutenir la rébellion des Irlandais contre l'armée anglaise. Une rue de Chauvé porte le nom de rue Killala.

### Fiscalité locale
Taux de fiscalité directe
| Taxe                                                                                                | 2004    | 2008    |
| --------------------------------------------------------------------------------------------------- | ------- | ------- |
| d'habitation                                                                                        | 19,81 % | 20,90 % |
| foncière sur le bâti                                                                                | 24,34 % | 25,95 % |
| foncière sur le non-bâti                                                                            | 65,77 % | 68,78 % |
| professionnelle                                                                                     | 24,65 % | 26,63 % |
| Sources des données : Ministère des Finances. Taxes en pourcentage de la valeur locative cadastrale |         |         |

En 2008, la base nette fiscale pour la taxe d'habitation est de 1 480 251 €, celle pour le foncier bâti est de 1 180 067 €. Pour le foncier non bâti, le montant est 155 503 € et enfin pour la taxe professionnelle 3 250 662 €.

## Population et société

### Démographie
Selon le classement établi par l'Insee, Chauvé est une commune multipolarisée. Elle fait partie de la zone d'emploi de Saint-Nazaire et du bassin de vie de Saint-Père-en-Retz. Elle n'est intégrée dans aucune unité urbaine. Toujours selon l'Insee, en 2010, la répartition de la population sur le territoire de la commune était considérée comme « peu dense » : 88 % des habitants résidaient dans des zones « peu denses » et 12 % dans des zones « très peu denses ».

### Évolution démographique
L'évolution du nombre d'habitants est connue à travers les recensements de la population effectués dans la commune depuis 1793. Pour les communes de moins de 10 000 habitants, une enquête de recensement portant sur toute la population est réalisée tous les cinq ans, les populations de référence des années intermédiaires étant quant à elles estimées par interpolation ou extrapolation. Pour la commune, le premier recensement exhaustif entrant dans le cadre du nouveau dispositif a été réalisé en 2007.

En 2022, la commune comptait 3 035 habitants, en évolution de +7,85 % par rapport à 2016 (Loire-Atlantique : +6,68 %, France hors Mayotte : +2,11 %).
| 1793  | 1800 | 1806 | 1821  | 1831  | 1836  | 1841  | 1846  | 1851  |
| ----- | ---- | ---- | ----- | ----- | ----- | ----- | ----- | ----- |
| 1 356 | 733  | 964  | 1 598 | 1 565 | 1 583 | 1 625 | 1 677 | 1 783 |

| 1856  | 1861  | 1866  | 1872  | 1876  | 1881  | 1886  | 1891  | 1896  |
| ----- | ----- | ----- | ----- | ----- | ----- | ----- | ----- | ----- |
| 1 823 | 1 803 | 1 806 | 1 826 | 1 835 | 1 835 | 1 902 | 1 791 | 1 749 |

| 1901  | 1906  | 1911  | 1921  | 1926  | 1931  | 1936  | 1946  | 1954  |
| ----- | ----- | ----- | ----- | ----- | ----- | ----- | ----- | ----- |
| 1 798 | 1 751 | 1 777 | 1 624 | 1 576 | 1 519 | 1 473 | 1 337 | 1 340 |

| 1962  | 1968  | 1975  | 1982  | 1990  | 1999  | 2006  | 2007  | 2012  |
| ----- | ----- | ----- | ----- | ----- | ----- | ----- | ----- | ----- |
| 1 337 | 1 307 | 1 238 | 1 348 | 1 589 | 1 702 | 2 253 | 2 333 | 2 604 |

| 2017  | 2022  | - | - | - | - | - | - | - |
| ----- | ----- | - | - | - | - | - | - | - |
| 2 876 | 3 035 | - | - | - | - | - | - | - |

#### Pyramide des âges
La population de la commune est relativement jeune.
En 2018, le taux de personnes d'un âge inférieur à 30 ans s'élève à 38,0 %, soit au-dessus de la moyenne départementale (37,3 %). À l'inverse, le taux de personnes d'âge supérieur à 60 ans est de 20,7 % la même année, alors qu'il est de 23,8 % au niveau départemental.
En 2018, la commune comptait 1 465 hommes pour 1 427 femmes, soit un taux de 50,66 % d'hommes, largement supérieur au taux départemental (48,58 %).
Les pyramides des âges de la commune et du département s'établissent comme suit.
| Hommes | Classe d’âge | Femmes |
| ------ | ------------ | ------ |
| 0,6    | 90 ou +      | 0,7    |
| 4,4    | 75-89 ans    | 6,0    |
| 15,1   | 60-74 ans    | 14,7   |
| 18,9   | 45-59 ans    | 19,3   |
| 22,4   | 30-44 ans    | 22,1   |
| 15,5   | 15-29 ans    | 13,9   |
| 23,2   | 0-14 ans     | 23,3   |

| Hommes | Classe d’âge | Femmes |
| ------ | ------------ | ------ |
| 0,6    | 90 ou +      | 1,8    |
| 6      | 75-89 ans    | 8,6    |
| 15,1   | 60-74 ans    | 16,4   |
| 19,4   | 45-59 ans    | 18,8   |
| 20,1   | 30-44 ans    | 19,3   |
| 19,2   | 15-29 ans    | 17,4   |
| 19,5   | 0-14 ans     | 17,6   |

### Petite enfance
Les communes de Chauvé, Arthon-en-Retz, La-Bernerie-en-Retz et Les-Moutiers-en-Retz s'associent pour mettre à disposition des familles et des assistantes maternelles le RAM (relai assistante maternelle), service intercommunal gratuit. À Chauvé une permanence est effective les lundis matin et les premiers samedis du mois sauf en juillet et août. Le RAM fonctionne en partenariat avec la CAF, le Conseil général de la Loire-Atlantique et la MSA (Mutualité sociale agricole).

### Enseignement

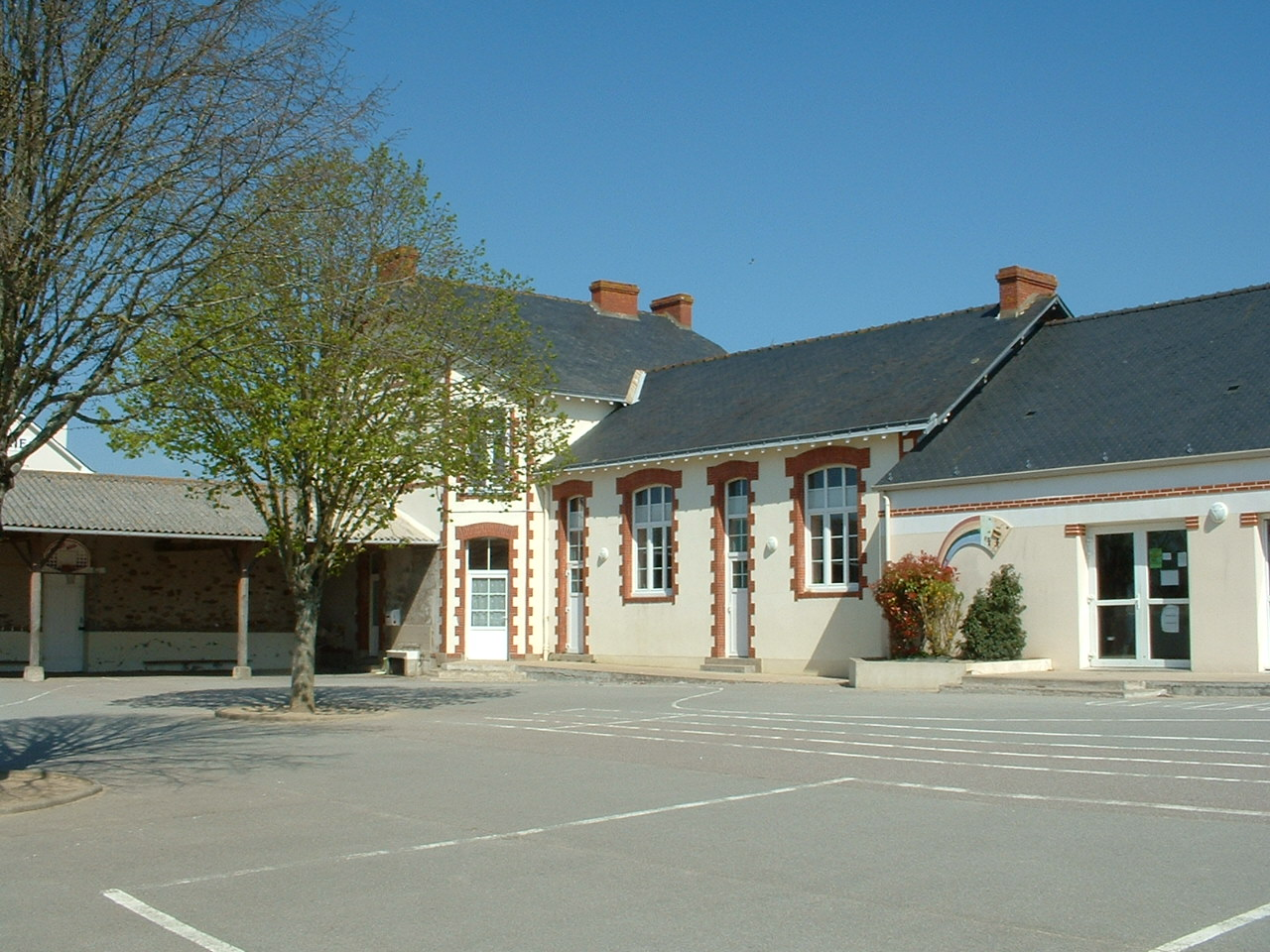
École du parc.

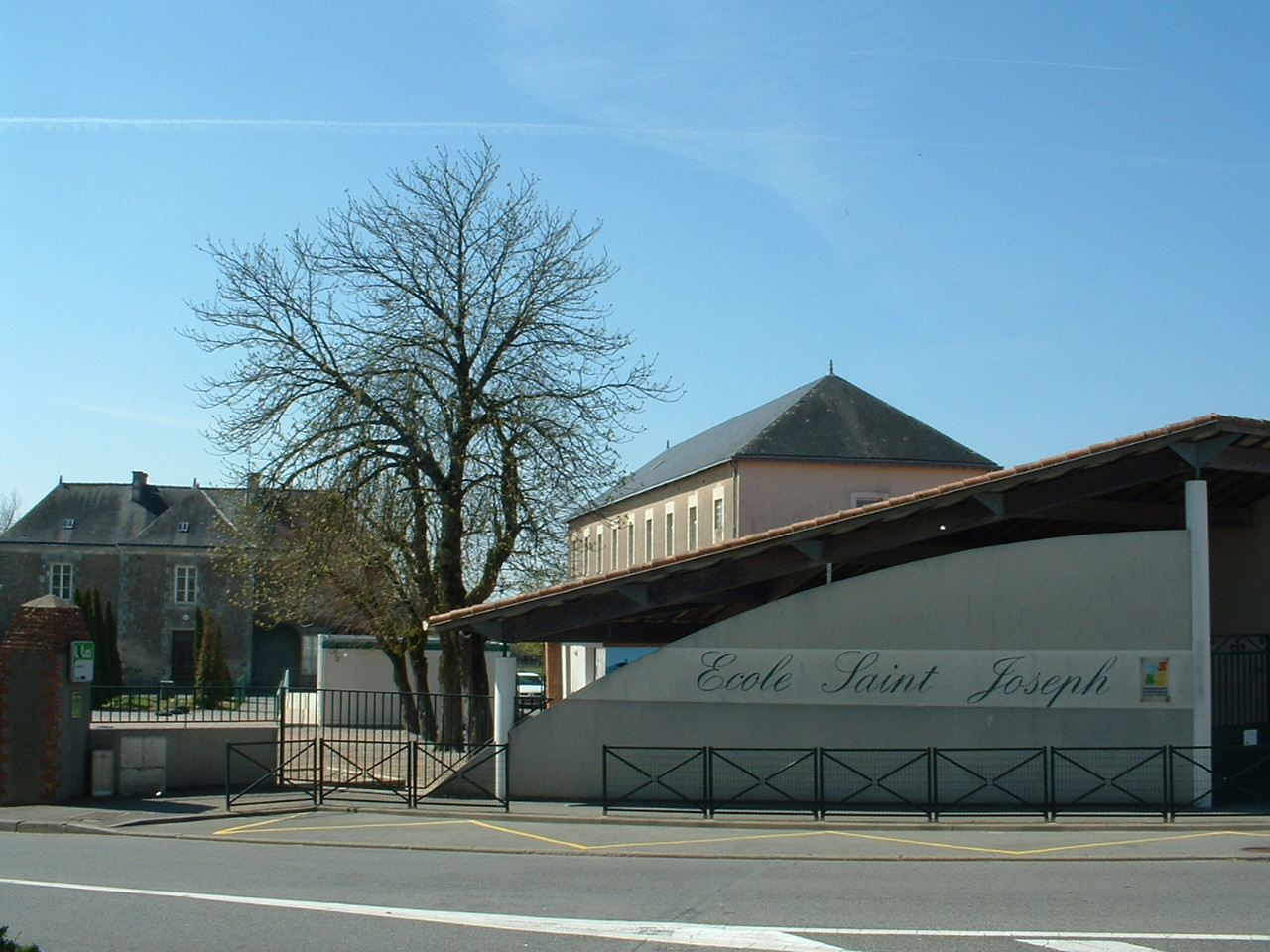
École Saint-Joseph.

Chauvé dépend de l'académie de Nantes et compte deux écoles : l'école du Parc (publique) et l'école Saint-Joseph (privée).
En 2000, après 60 ans de fermeture, l'école publique du Parc est de nouveau en activité. En 2009, l'effectif est de 125 élèves répartis dans cinq classes, soit deux maternelles, une de cours préparatoire (CP), une de cours élémentaire (CE) et une de cours moyen (CM). L'effectif passant à 144 élèves en 2010, une sixième classe est ouverte.
L'école Saint-Joseph est une école privée, assurée juridiquement par l'organisme de gestion de l'enseignement catholique (OGEC). Elle accueille 187 élèves en 2010, répartis sur sept classes.
La Maison des enfants prend en charge l'accueil périscolaire avant et après l'école. En juillet et dans la période fin août-début septembre, les enfants scolarisés peuvent être admis au centre de loisir grâce à l'ALSH (Accueil de loisirs sans hébergement).

### Personnes âgées
Il n'y a pas de maison de retraite à Chauvé.
 Depuis le 1er janvier 2003, la communauté de communes gère le Centre local d’information et de coordination gérontologique, qui vise à accompagner les personnes âgées en leur permettant de se maintenir à domicile. En 2008, seize Chauvéens ont bénéficié de cette aide.

### Manifestations culturelles et festivités
L'Éclair de Chauvé est une association loi de 1901 fondée en 1941 par le curé de Chauvé, le père Sérot, la parution au Journal officiel datant de 1958.  Il existe une section culturelle, le théâtre. Chaque année, l'Éclair de Chauvé organise le Téléthon sur la commune.
La tradition de l'existence d'une troupe théâtrale amateur à Chauvé remonte aux années 1930. À l'origine la distribution des pièces n'est pas mixte. La forme actuelle de la troupe trouve son origine en 1979, avec la présentation de la pièce Le Donjon sur l'abîme. Chaque année neuf représentations sont données devant les Chauvéens, depuis 2009 ces séances ont lieu dans la salle rénovée par la Mairie.
Grâce à la communauté de communes, deux enfants chauvéens ont pu participer aux cours d'éveil musical communautaires en 2009.
Il existe une chorale constituée en association, la Chant'rit qui présente des spectacles de variétés (chants, danses, sketchs, instruments...).
Le Triolet de Retz est une école de musique intercommunale associative rayonnant sur les communes  d'Arthon-en-Retz, Chauvé, Chéméré et Saint-Hilaire-de-Chaléons. En 2009, on y compte 168 adhérents qui peuvent y suivre des cours de balalaïka, Batterie (musique), basse et contrebasse, piano, synthétiseur, violoncelle, veuze, violon, accordéon chromatique et diatonique, clarinette, flûte traversière et saxophone. Au cours de l'année, deux apéro-concerts et un concert de fin d'année sont proposés au public,,
D'autres festivités et manifestations ont lieu à Chauvé, telles que la Fête de la courge, ou encore des concours de palets, des lotos, des concours d'aluettes, un concours de belote, un dîner dansant, une boum pour enfants Les Petites graines, un repas des anciens combattants, des représentations de spectacles de compagnies professionnelles accueillies dans le théâtre, et la Fête de l'âne organisée par l'association Liâne.

### Équipements

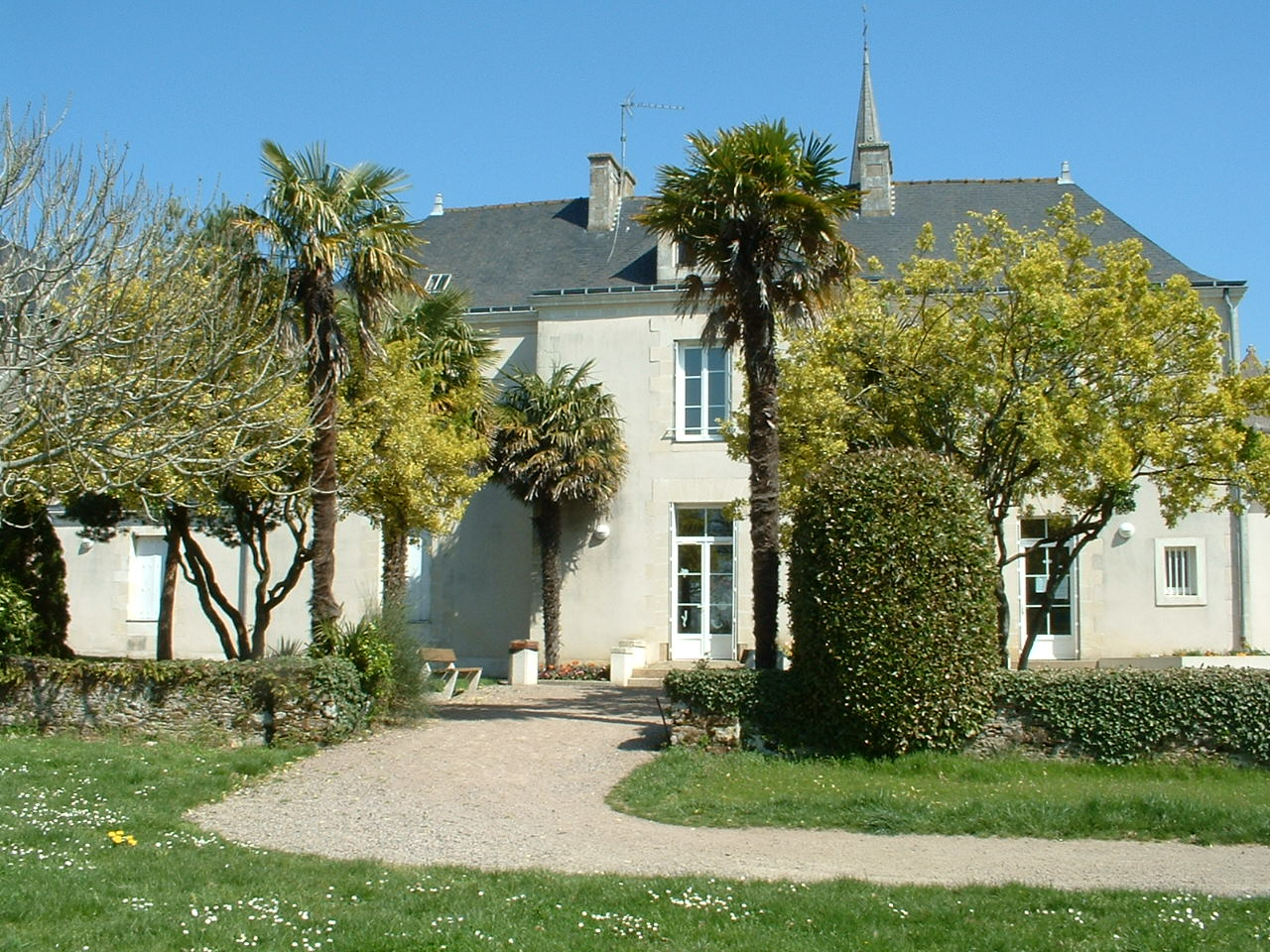
Bibliothèque municipale.

La bibliothèque de Chauvé existe depuis 1984, elle est installée dans ses locaux actuels depuis septembre 2000. Elle dispose d'un fonds de 6 500 ouvrages, et fait partie du réseau de la Bibliothèque départementale de la Loire-Atlantique. Pour les Chauvéens, l'emprunt des livres est un service gratuit ainsi que l'accès à internet. Le prêt de vidéos est payant. Le lieu est animé par une salariée et des bénévoles. Des lectures de contes sont organisées et les initiatives scolaires accompagnées, par exemple le prix littéraire Lire ici et là pour les CM1/CM2}.
Chauvé est équipée d'une salle de théâtre de 240 places dont 24 strapontins. Deux autres salles existent, la salle municipale (110 m2) et la salle du Pinier (180 m2).

### Santé
Un médecin, un kinésithérapeute et une infirmière à domicile et une pharmacie sont installés à Chauvé.
On trouve des ophtalmologistes, des dentistes et des pharmacies dans les villes voisines : Pornic, Arthon-en-Retz, Saint-Père-en-Retz.
L'hôpital le plus proche se situe à Pornic, il s'agit de l'Hôpital intercommunal du pays de Retz, d'une capacité de 468 lits. Y sont disponibles : un service de médecine, un service de soins de suite, un service de soins de longue durée et un service de maison de retraite.
Pour les services d'obstétrique, de chirurgie, de psychiatrie, de gériatrie ou d'urgences, les Chauvéens doivent se rendre au CHR de Saint-Nazaire ou au CHU de Nantes.
Dans le château de Terre Neuve se trouve le Foyer d'accueil médicalisé (FAM) pour adultes handicapés, le FAM Notre-Dame de Terre Neuve. Ouvert depuis 1982, il est géré par une association loi 1901 et reconnu d'utilité publique. Sa capacité d'accueil médicalisé est de 32 personnes, hommes ou femmes, et une place d'accueil temporaire est disponible. Les personnes sont accueillies quel que soit leur type de déficience, l'hébergement est sous forme d'internat complet. Cet établissement est rattaché à l'association Voir ensemble. En 2004, l'institut a entamé une collaboration avec le foyer pour personnes âgées des Églantines de Frossay, dans le but de faire se rencontrer les personnes handicapées vieillissantes et les résidents de la maison de retraite. Ceux-ci ont pu bénéficier du bassin thérapeutique du FAM, des handicapés ont partagé des repas aux Églantines. Un des buts est de préparer les résidents de Terre Neuve à quitter l'institut pour entrer dans un établissement en rapport avec leur âge. Le personnel des deux foyers a suivi une formation commune. Le prix d'hébergement est fixé par arrêté préfectoral. Pour 2007, le forfait annuel global de soins est fixé à 718 059,30 €, le forfait journalier est fixé à 62,74 €. L'activité prévisionnelle est fixée à 11 125 journées d'internat et 320 journées d'accueil temporaire.

### Social
Les Chauvéens peuvent éventuellement bénéficier du soutien de l'ADT, association départementale d'aide à domicile pour tous, dont une antenne est basée à Saint-Père-en-Retz. L'ADT 44 est issue de la Fédération des travailleuses familiales rurales qui a vu le jour en 1976 après la fusion de 36 associations familiales rurales, créées entre 1947 et 1952 dans le département. En 1990 la fédération englobe l'activité des associations familiales d'aide à domicile du département et prend le nom d'ADT. L'activité est entièrement professionnalisée en 1995.

### Sports
L'Éclair de Chauvé est une association loi de 1901 fondée en 1941 par le curé de Chauvé, le père Sérot, la parution au Journal officiel datant de 1958. Trois sections sportives existent : gymnastique, football et handball. Chaque année, l'Éclair de Chauvé organise le Téléthon sur la commune.

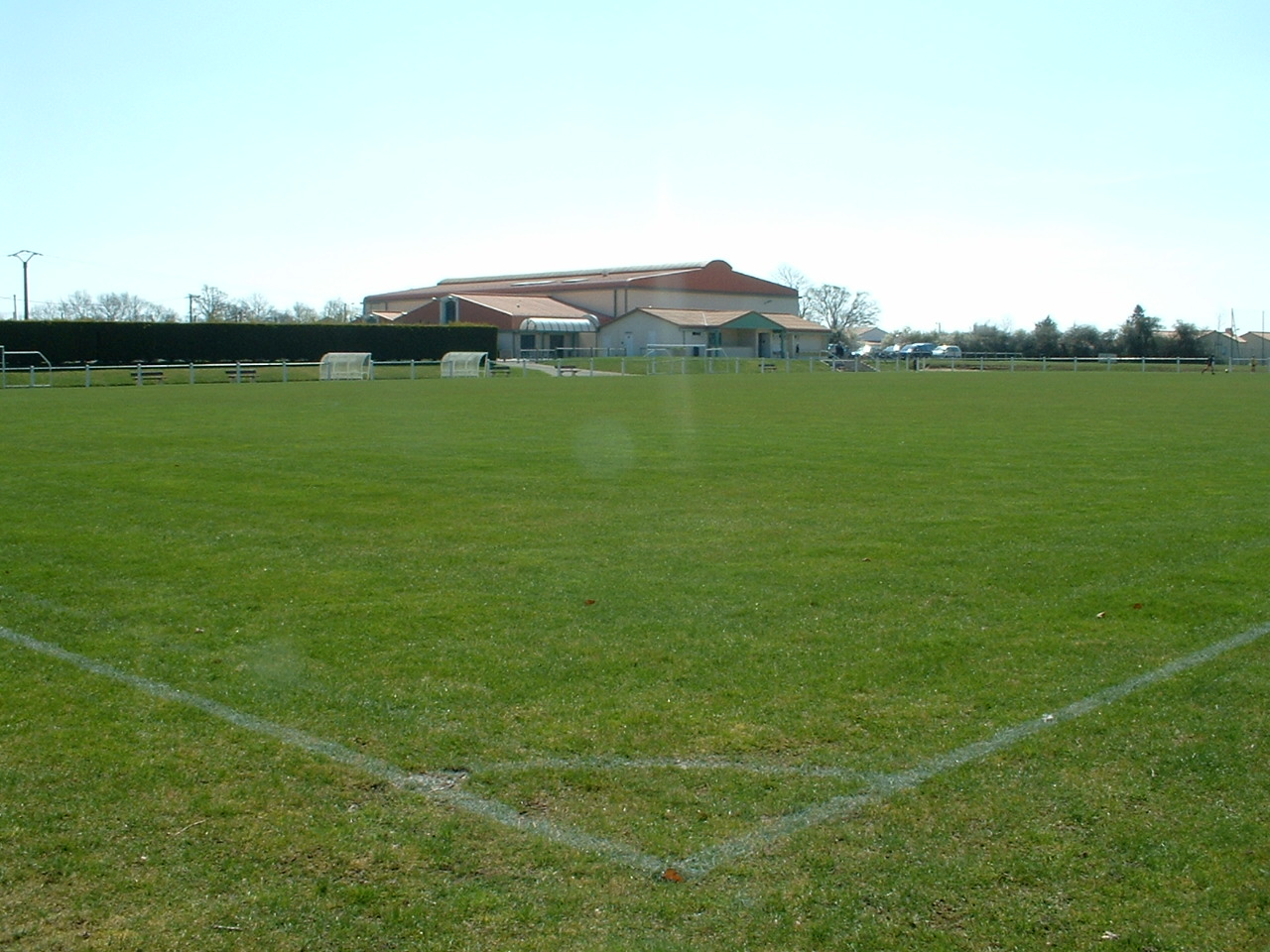
Le complexe sportif.

La section gymnastique compte en 2009, 82 licenciés dont 44 Chauvéens.
154 licenciés, dont neuf filles, 40 seniors et 28 dirigeants sont inscrits dans la section football en 2009. La section jeunes a vu son label École de football renouvelé par le district de la Loire-Atlantique de la Fédération française de football. Les équipes A et B du club évoluent en 4eme div et 5eme div (soit les plus bas niveau départementale) en 2017-2018
La section handball est la plus récente, pour la première fois l'équipe senior hommes est engagée en compétition en 2009-2010. Une école de handball s'adresse au plus jeunes.
La fusion de la section basket-ball de l'Éclair avec le Club de basket-ball de Saint-Père-en-Retz a donné le jour au Chauvé-Saint-Père Retz basket (en abrégé CSP Retz basket) pour la saison 2009-2010,. La dernière saison de l'Éclair Chauvé basket en 2008-2009 a été lancée avec 55 licenciés, répartis dans deux équipes jeunes (benjamins et minimes, en association avec le club Saint-Pierre de Retz) et deux équipes seniors loisir (féminine et masculine). Les effectifs insuffisants tant au niveau des joueurs que de celui des arbitres a conduit au choix de la fusion au sein du CSP Retz basket.
Equit'action est une association fondée en 2005 dont le but est de permettre la découverte du cheval et la pratique de l'équitation. Elle est basée sur la route de Pornic à Chauvé, au Centre équestre du pays de Retz. Elle est animée par Patrick Bourgeois, moniteur d'équitation diplômé d'éthologie du cheval (étude du comportement du cheval). Il est proposé : une initiation  à la démarche éthologique, une mise en confiance, la découverte du cheval, le perfectionnement de la technique du cavalier, des jeux à pied et à cheval effectués avec des chevaux éduqués.

### Médias
Les quotidiens Ouest-France et Presse-Océan proposent des éditions locales. Le Courrier du pays de Retz, qui diffuse sur la quart sud-ouest de la Loire-Atlantique plus Saint-Nazaire, complète l'offre de presse écrite locale.
France 3 propose des décrochages locaux de programmes consacrés aux Pays de la Loire, à la région Nantes-Saint-Nazaire (France 3 estuaire). TéléNantes diffuse sur la région nantaise, et est accessible à Chauvé via le réseau TNT.

### Cultes
À Chauvé, la seule religion disposant d'une communauté établie, avec un lieu de culte permanent, est la religion catholique. Les Chauvéens pratiquants dépendent de la paroisse de Saint-Vital-en-Retz (zone pastorale du pays de Retz, diocèse de Nantes), qui regroupe la communauté Saint-Martin de Chauvé avec celles de Frossay, Saint-Père-en-Retz, Saint-Viaud et La Sicaudais (Arthon-en-Retz).

## Économie
Entre 1778 et 1780, dans son Dictionnaire historique Ogée écrit que les terres de Chauvé sont bonnes, qu'on y trouve des vignes et une partie de la forêt de Pornic. En 1843 on recense 3 279 ha de terres labourables, 358 ha de prés, 93 de vignes, 147 de bois, 51 de vergers et jardins, et on dénombre 5 moulins. L'agriculture reste un atout important de Chauvé, mais l'industrie agro-alimentaire s'est développée, ainsi que d'autres secteurs de l'économie. Sur la commune on recense 47 exploitations agricoles en 2000, et la Chambre de commerce et d'industrie (CCI) des Pays de la Loire comptabilise 40 entreprises déclarées en 2010.

### Agriculture
Le nombre d'exploitations est en régression. La commune comptait 100 exploitations professionnelles en 1988, elles ne sont plus que 27 en 2000. Il y a, au 31 mars 2010, vingt-deux exploitations agricoles sur la commune, dont dix sont organisées en GAEC, une en EARL.
Superficies agricoles
|                                     | Exploitations concernées 2000 | Exploitations concernées 1988 | Superficie (ha) 2000 | Superficie (ha) 1988 |
| ----------------------------------- | ----------------------------- | ----------------------------- | -------------------- | -------------------- |
| SAU des exploitations sièges        | 47                            | 113                           | 2782                 | 3014                 |
| Terres labourables                  | 29                            | 87                            | 2 429                | 2 407                |
| - dont céréales                     | 26                            | 79                            | 670                  | 705                  |
| Superficie fourragère principale    | 38                            | 90                            | 1 815                | 2 210                |
| - dont superficie toujours en herbe | 32                            | 83                            | 327                  | 558                  |
| Superficie en fermage               | 31                            | 86                            | 2 543                | 2 316                |
| Sources des données : Insee         |                               |                               |                      |                      |

La taille des élevages a augmenté entre 1988 et 2000. Sur cette période, le nombre d'exploitations concernées est passé de 73 à 25 pour les bovins, de 74 à 22 pour la volaille. Dans le même temps, l'effectif des troupeaux est passé de 3 708 à 3 502 pour les bovins (1 174 à 1 115 pour les vaches) et de 23 978 à 31 749 pour la volaille.

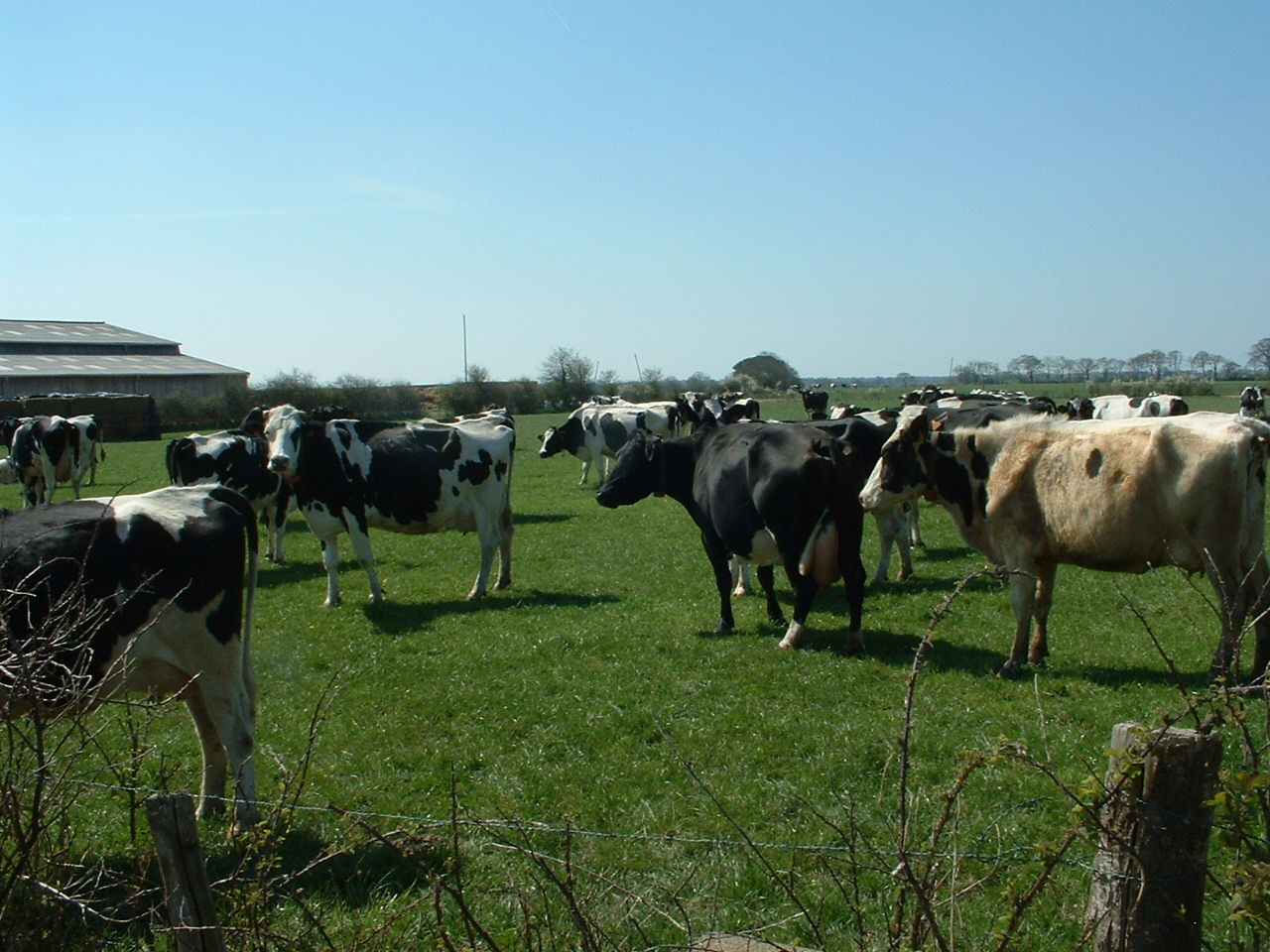
Troupeau de vaches.
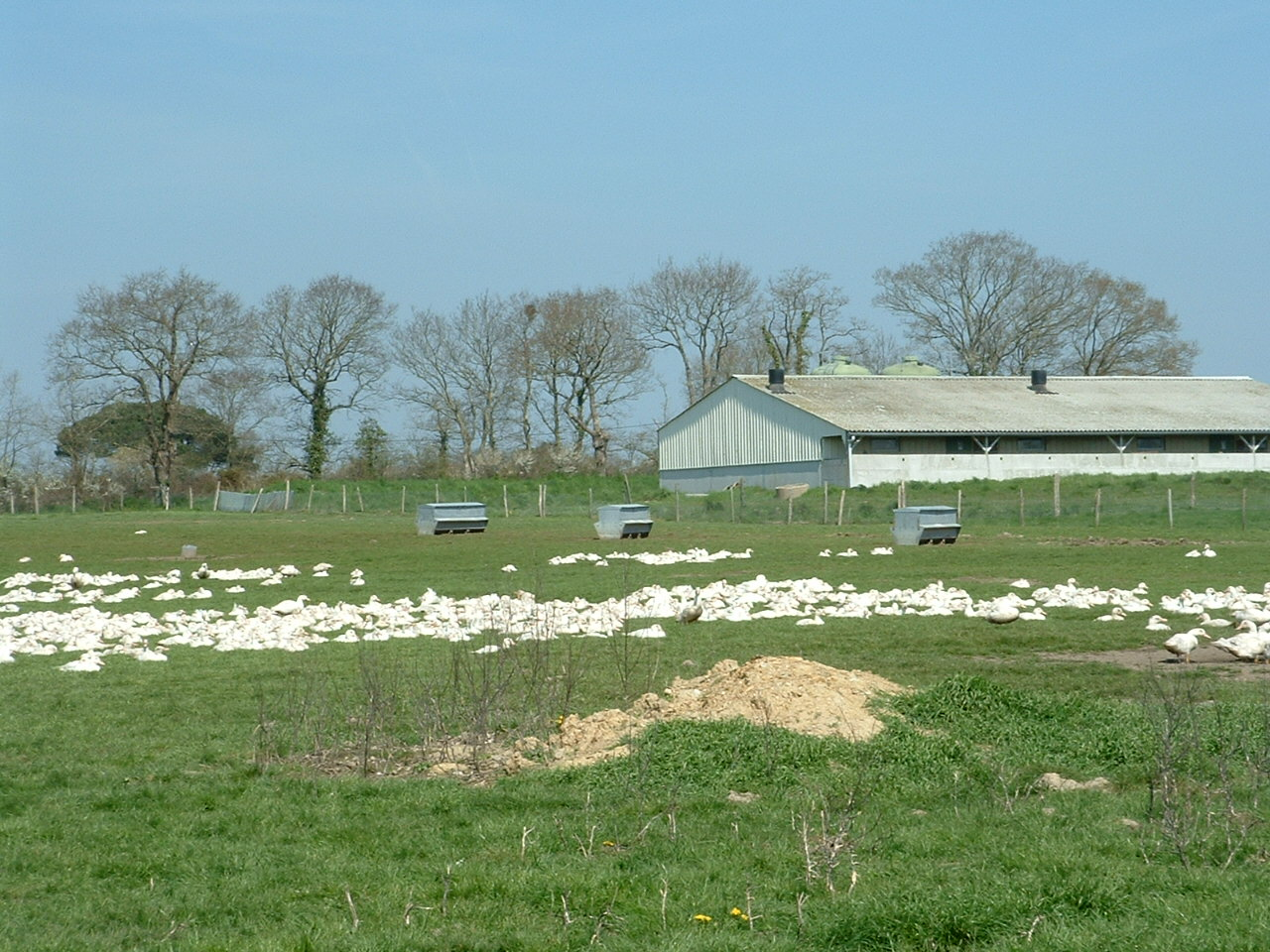
Volaille élevée en plein air.

### Artisanat et commerce
De nombreux artisans sont installés à Chauvé, dont quatre carreleurs (dont un mosaïste), un carrossier, un couvreur, deux électriciens, un garagiste et un artisan maçon.
Les Chauvéens ont accès à un bar-restaurant, une boulangerie-pâtisserie, une charcuterie, un salon de coiffure, une coiffeuse à domicile et une supérette.
La commune s'est dotée d'une seconde zone artisanale composée de 12 lots de 1 170 m2 à 5 120 m2 vendus au prix de 15,07 € le mètre carré. Elle est dénommée Zone artisanale Bel Air II, et se situe dans le prolongement de la Zone artisanale Bel Air I.

### Services
Une agence de la Poste est en activité à Chauvé.

### Entreprises
Sont installées à Chauvé : une entreprise de dépannage/maintenance informatique, une de système d'alarme/portails électriques, une d'organisation de réceptions, une de maintenance/métallerie, un transporteur routier et de conteneurs maritimes (douze employés), ainsi qu'une société gérant l'extraction de minéraux dans une carrière située sur la commune.
En ce qui concerne l'exploitation de la carrière, basée au lieu-dit l'Ennerie, en 2004 sa date d'autorisation d'exploitation est fixée en 2014. Dans le cadre du recensement des carrières dont les eaux pourraient être utilisables, il a été établi qu'elle ne génère pas d'exhaure valorisable. Cette carrière est exploitée par Lafarge Granulats Ouest (LGO). Les caractéristiques du gisements : extraction de gneiss et amphibolite (LA : 15 à 25, MDE : 10 à 15, PSV : 51 à 55). Les matériaux extraits sont destinés au béton (désactivé), à la préfabrication, au bâtiment, aux enrobés, le tout sous forme de sable, gravillon, graves ou blocs. Les livraisons sont effectuées par transport routier. Le site emploie quatre salariés.

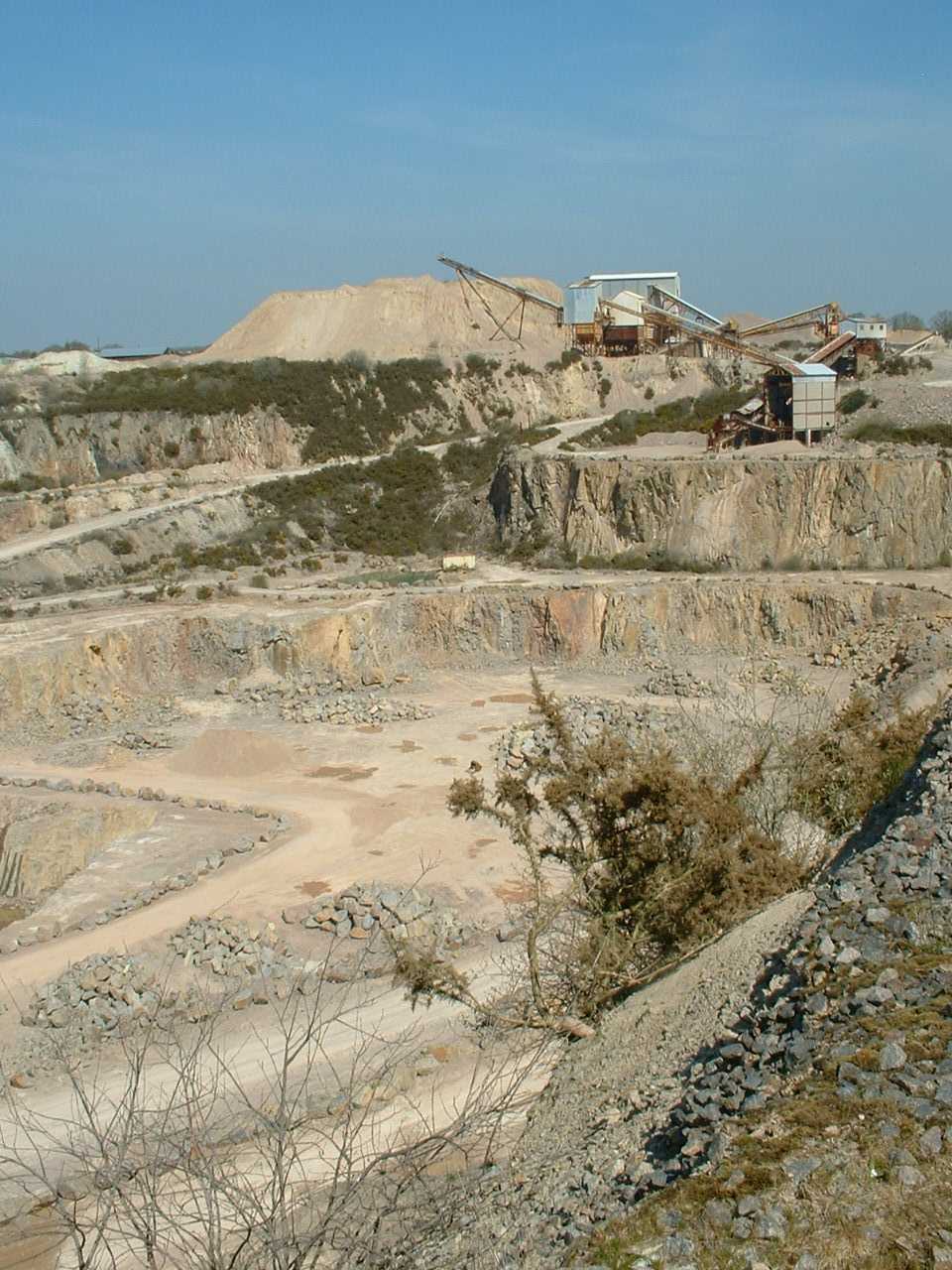
Carrière de l'Ennerie.
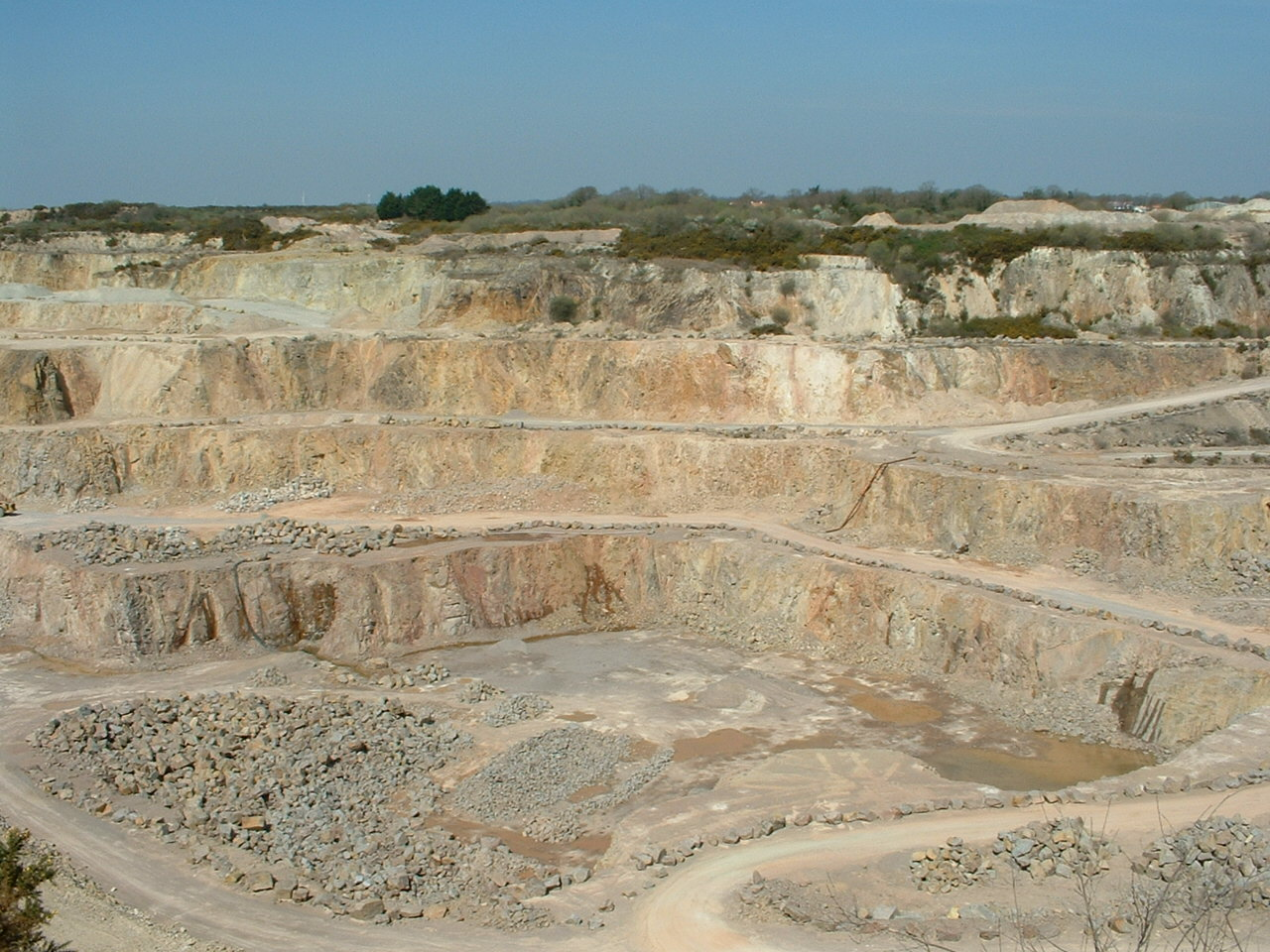
Carrière de l'Ennerie.
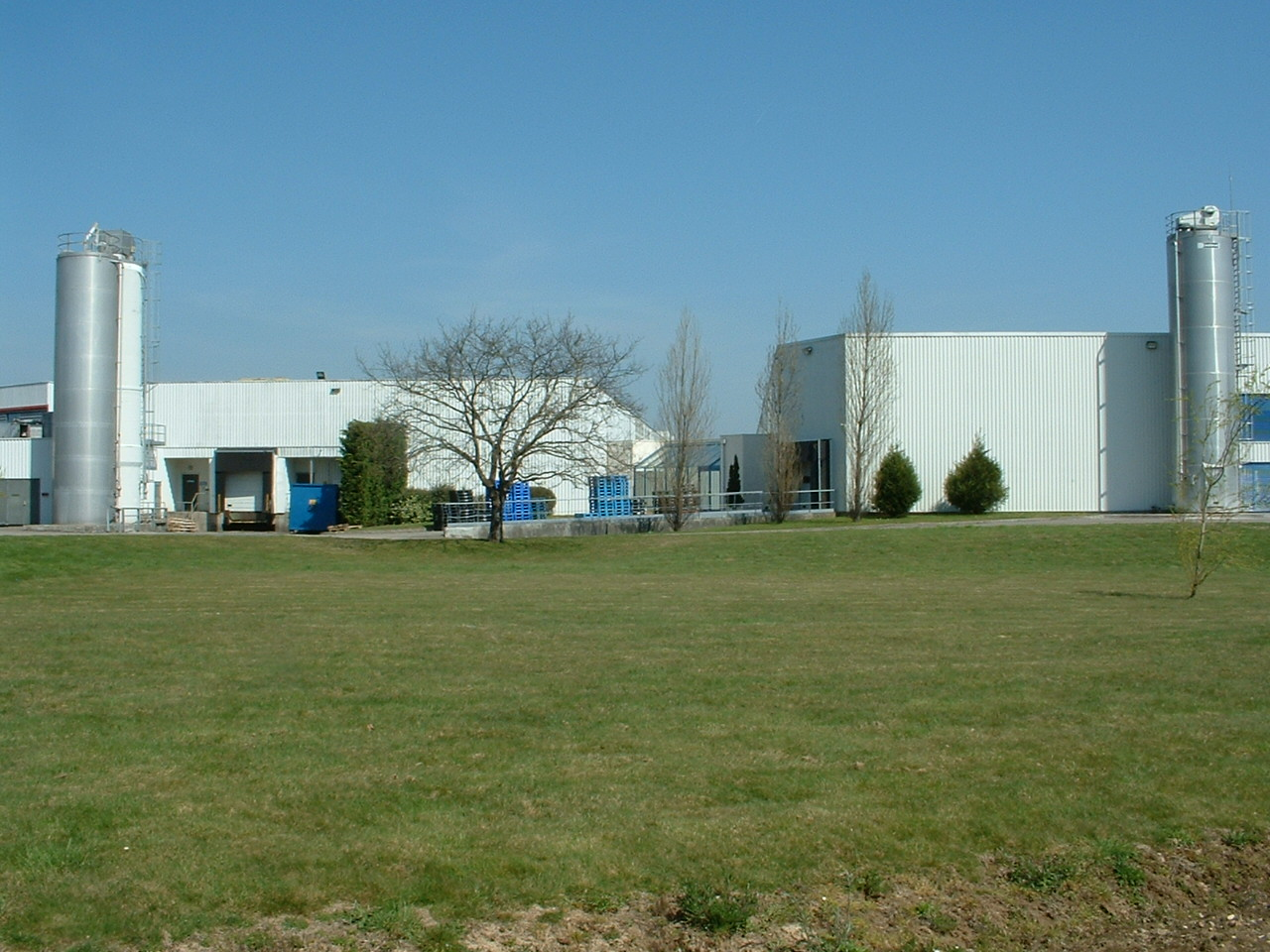
L'usine Buton.

Atlantique productions est une briocherie industrielle installée rue du Pinier à Chauvé. Ses produits sont connus commercialement sous le nom de « Brioche Buton ». C'est une entreprise familiale qui existe depuis quatre générations et qui appartient au groupe CBE (Christian Buton Expansion). Le rachat d'entreprises a permis à ce groupe de commercialiser sous les marques des grands distributeurs une large gamme de produits de boulangerie et de viennoiserie. Depuis 2001, c'est la société Régals de Bretagne qui est chargée de commercialiser ces produits qui a pour clients Épi d'or, Marque repère, Leader Price, Auchan, Grand Jury, etc. Le groupe représente 10 % du marché français et emploie 700 personnes. Un magasin d'usine est ouvert dans le bourg de Chauvé. L'usine emploie 158 salariés.

### Tourisme
Il n'y a pas d'hôtel à Chauvé, ni de camping. Des chambres d'hôtes sont disponibles : La Caillerie (4 chambres, 3 épis Gîtes de France), le gîte rural Jacques Leblanc, le gîte rural Clévacances, le gîte rural François Leblanc (capacité 4 personnes) et le gîte rural Joseph Morel.

### Revenus de la population
En 2006, le revenu fiscal médian par ménage était de 14 997 €, ce qui plaçait Chauvé au 20 551e rang parmi les 30 687 communes de plus de 50 ménages en métropole.

### Emploi
80 personnes étaient au chômage (au sens du recensement) en 2006, contre 70 en 1999. Cependant, étant donné l'accroissement de la population, le taux a décru de deux points passant de 9,3 % à 7,3 %. Dans la même période, le taux de chômage des femmes a baissé de quatre points. Les catégories les plus touchées par le chômage sont les femmes de 15 à 24 ans et les hommes de plus de 55 ans.
Alors que le nombre d'emplois existant dans la commune est resté stable entre 1999 et 2006, le nombre d'actifs résidant à Chauvé ayant un emploi est passé de 681 à 1 029. Parmi les 553 emplois occupés sur la commune en 2006 on recense 46 agriculteurs exploitants, 42 artisans, commerçants ou chefs d'entreprise, 12 cadres ou personne exerçant une profession intellectuelle supérieure, 89 personnes exerçant des professions intermédiaires, 131 employés et 232 ouvriers (soit 42,1 %, les emplois d'ouvriers et d'employés totalisant 65,8 %).
Répartition des emplois par secteur d'activité
| Branche                                                 | Emplois | Part   |
| ------------------------------------------------------- | ------- | ------ |
| Ensemble                                                | 553     | 100 %  |
| Agriculture                                             | 58      | 10,5 % |
| Industrie                                               | 171     | 31,0 % |
| Construction                                            | 59      | 10,6 % |
| Tertiaire                                               | 265     | 47,9 % |
| dont                                                    |         |        |
| - Commerce                                              | 26      | 4,8 %  |
| - Services aux entreprises                              | 32      | 5,8 %  |
| - Services aux particuliers                             | 27      | 4,9 %  |
| Source : Données statistiques sur l'emploi (Insee 2006) |         |        |

## Culture locale et patrimoine

### Monuments et lieux touristiques

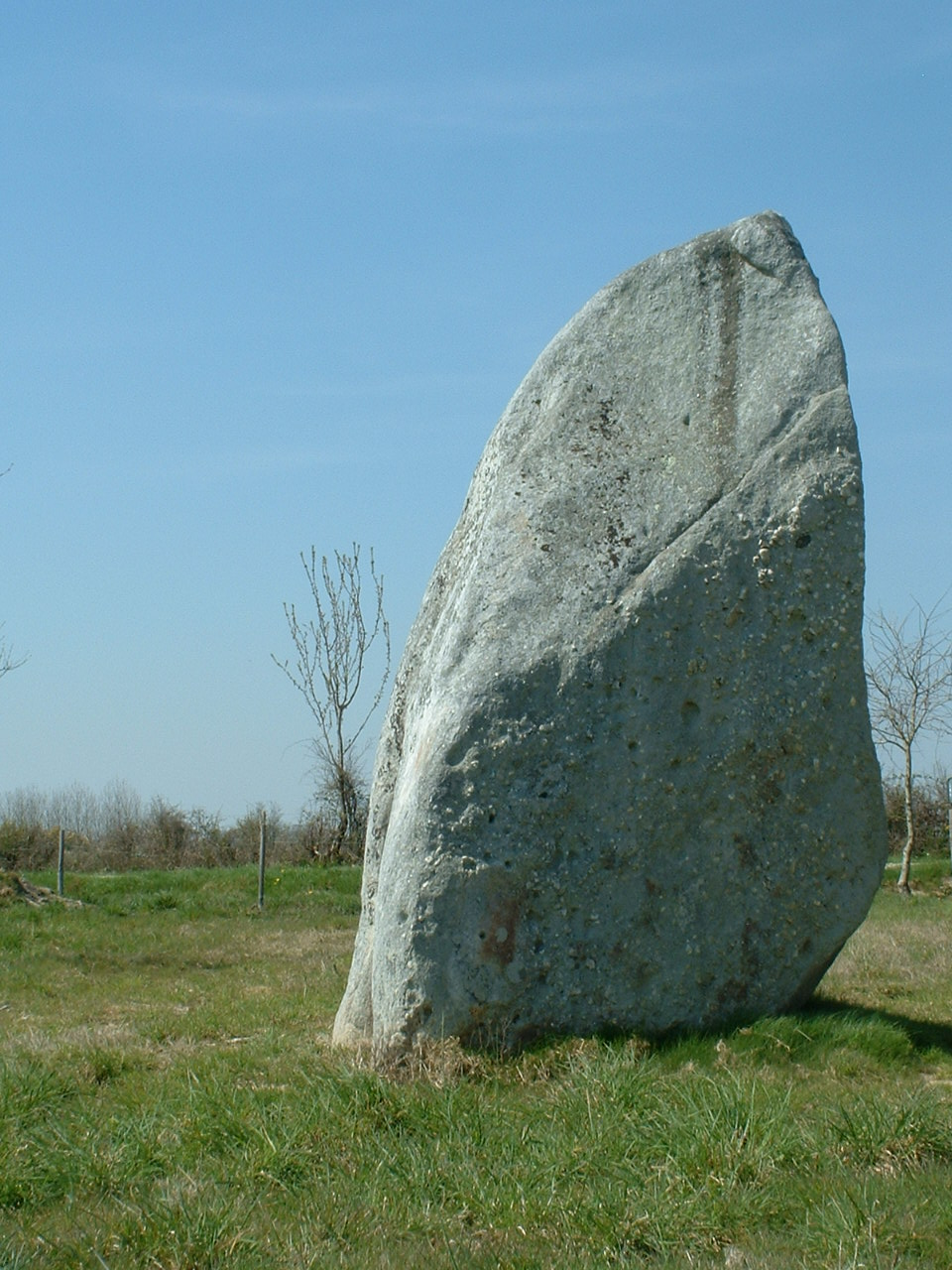
Menhir de la Pierre-Le-Matz.

Plusieurs menhirs sont recensés sur la commune. Au lieu-dit la Tendonnerie on trouve le menhir de la Pierre-Le-Matz. Deux autres sites présentent des mégalithes classés monuments historiques depuis 1989 : à la Croterie se situe celui de Chevanou, non loin de ceux des Platennes. Ces derniers, trois menhirs en grès mesurent entre 4,40 m et 5,30 m. On cite souvent à leur propos le dicton « Entre trois pierres, à la volée d'un chapon, un trésor est caché. »
À Épinerie est située une borne grise en pierre datant de l'époque gallo-romaine. On suppose qu'il s'agit d'une borne romaine. Au lieu-dit Le Pin se trouve une croix celtique en grès très ancienne qui est dressée non loin de son emplacement initial dont elle a été délogée après avoir été abattue pendant la Révolution.
On peut observer à Chauvé des manoirs et maisons nobles datant du XVe – XVIe siècle à la Rivière-Mulon et à la Rigaudière. Datant de la même époque, c'est dans ce dernier lieu-dit que le Moulin de la Rigaudière est placé. Dans l'embrasure des portes, les meuniers successifs ont laissé des croix lors de leur passage au fil des siècles. Le presbytère date, lui, de 1764.
Le château de Terre-Neuve, bâti entre 1768 et 1770 par les Bachelier de Bercy dans le style Louis XV, a servi de refuge aux prêtres réfractaires pendant la Révolution. Il est aujourd'hui devenu un centre d'accueil pour handicapés. L'église date, elle, du XIXe siècle. Elle est inspirée de la basilique Saint-Nicolas de Nantes et est la première église rurale néo-gothique de Loire-Inférieure.

### Emblèmes

#### Héraldique
| Blason | Blasonnement : Écartelé : au premier de gueules au croissant d'argent à trois mouchetures d'hermine de sable et au chef d'or ; au deuxième au cœur croiseté de gueules ; au troisième d'or à une perche de sinople posée en bande ; au quatrième d'azur à l'église au clocher brisé d'or ; sur le tout, une croix haussée et amincie de sable chargée en abîme d'un sautoir d'argent. Commentaires : Ce blason regroupe symboliquement celui de la baronnerie de Retz (la juridiction du Bois-Joly), celui du premier maire de Chauvé, celui du prieuré de Haute Perche, le scapulaire de l'armée catholique et royale, et enfin l'Eglise endommagée en 1945. Blason conçu par l'héraldiste Michel Pressensé et M. Valée (délibération municipale du 29 juin 1989). |

#### Devise
La devise de Chauvé : Tous unis.

### Personnalités liées à la commune
- Pierre Cormier (1781-1860), mort à Chauvé, mémorialiste de la paroisse de Chauvé durant la Révolution, il a écrit le récit des événements durant cette période[F 5].
- Pierre-Michel-François Chevalier dit Pitre-Chevalier (1812–1863) - Journaliste, écrivain et historien né à Paimbœuf. Il a été élève du collège de Chauvé[126], a collaboré à de nombreux journaux et revues, devenant rédacteur en chef du Figaro[127].
- Henri Rousseau, peintre et sculpteur, élève du collège de Chauvé[F 5].